# 日本夕陽を観てチルアウト協会
一般社団法人日本夕陽を観てチルアウト協会（にほんゆうひをみてチルアウトきょうかい）は、日本の一般社団法人。所在地は東京都港区で、2019年に設立された（一般社団法人化2022年）。略称は日チル会（にっチルかい）。

## 設立目的
全国47都道府県にある夕陽資源を活用した地方創生、地域活性化を目指すこと。また、ライフスタイルの中に夕陽を観てチルアウトすることを普及させ、国民生活の向上に寄与をすること。それらを通じて夕陽を眺める文化の創造を目的として、大間秀章によって設立された。

## 活動内容
- 全国の夕日予報とチルアウト予報の提供
- 夕陽資源を活用した地域振興、観光資源化、及びビジネスとして活かす活動支援、コンサルタント業務
- 夕陽が与えるチルアウト・リラクゼーション効果、心理的効果等に関する調査・研究、それらの情報発信
- 夕陽を中心とした人々の交流機会の場の提案
- 当法人の目的を達成するために必要な物品、出版物、映像、音楽ソフト等の開発製造及び販売
- 当法人の目的を達成するために必要な企画立案、講演、イベント等の開催、運営
- 当法人の目的を達成するために必要な情報の提供事業  ・その他当法人の目的を達成するために必要な事業[2]。

## 役員
- 代表理事 大間秀章

## 事務局所在地
東京都港区南青山2丁目2番15号